# Ріверслей
Ріверслей (англ. Riversleigh) — об'єкт Світової спадщини ЮНЕСКО. Розташований у північно-західній частині штату Квінсленд (Австралія). Також відомий як «Австралійський заповідних викопних ссавців».

## Історія
Перші рештки викопних тварин на території Ріверслею було виявлено в 1901 році. Початкове дослідження проведено в 1963 році. Втім, лише з 1976 року тут стали проводитися систематичні наукові дослідження. Водночас територію було включено до національного парку Печери Наракорту. У 1994 році скам'янілості Ріверслею було включено до в Списку Світової спадщини ЮНЕСКО. Дослідження тривають дотепер фахівцями Університету Нового Південного Вельсу.

## Опис
Загальна площа становить близько 100 км². Південно-західна частина заповідника межує з землями аборигенів клану Ваан'ї.
Тут розташовано викопні рештки різноманітних ссавців, рептилій і птахів періодів олігоцену і міоцену. Деяким скам'янілостям 25 млн років. Викопні тварини лежать у м'яких прісноводних вапняках з високою концентрацією кальцію та печерах, вони майже не піддавалися стисканню, завдяки чому рештки часто зберігають свою первісну структуру. Рештки знайдено у понад 200 місцях. Їх дослідження допомагає прослідити еволюцію та розповсюдження старовинних видів з моменту розколу континенту Гондвана. Особливо цікавим є дослідження викопних ссавців, зокрема коали.
Також тут біля річок є численні археологічні сліди мешкання аборигенів.

## Викопні істоти

### Ссавці
| - Yingabalanara - Obdurodon - Malleodectes - Yalkaparidon - Naraboryctes - Joculusium - Mayigriphus - Wabulacinus - Ngamalacinus - Maximucinus - Nimbacinus - Muribacinus - Badjcinus - Thylacinus - Mutpuracinus - Ganbulanyi - Barinya - Yarala - Galadi - Bulungu - Nimiokoala - Priscakoala | - Phascolarctos - Kuterintja - Namilamadeta - Wakaleo - Priscileo - Nimbadon - Neohelos - Silvabestius - Propalorchestes - Ngapakaldia - Palorchestes - Marada - Rhizophascolonus - Warendja - Burramys - Cercartetus - Ektopodon - Chunia - Djilgaringa - Durudawiri - Wyulda - Onirocuscus | - Trichosurus - Djaludjangi - Pildra - Paljara - Marlu - Gawinga - Hypsiprymnodon - Ekaltadeta - Gumardee - Wakiewakie - Bettongia - Nambaroo - Galanarla - Balbaroo - Ganawamaya - Wururoo - Wabularoo - Ganguroo - Bulungamaya - Wanburoo - Rhizosthenurus |

### Плазуни
| - Elseya - Emydura - Pseudemydura - Warkalania - Meiolania - Pygopus - Sulcatidens - Physignathus - Egernia - Tiliqua | - Varanus - Ramphotyphlops - Morelia - Wonambi - Nanowana - Incongruelaps - Trilophosuchus - Baru - Mekosuchus - Quinkana |

### Птахи
- Emuarius
- Barawertornis
- Eoanseranas
- Pinpanetta
- Ciconia louisebolesae
- Pengana
- Australlus
- Cacatua
- Melopsittacus
- Collocalia
- Corvitalusoides
- Menura tyawanoides
- Longimornis
- Orthonyx kaldowinyeri
- Kurrartapu
- Primophaps

### Земноводні
- Litoria
- Crinia
- Kyarranus
- Lechriodus
- Limnodynastes

### Риби
- Neoceratodus
- Mioceratodus